# روان‌شناسی تربیتی

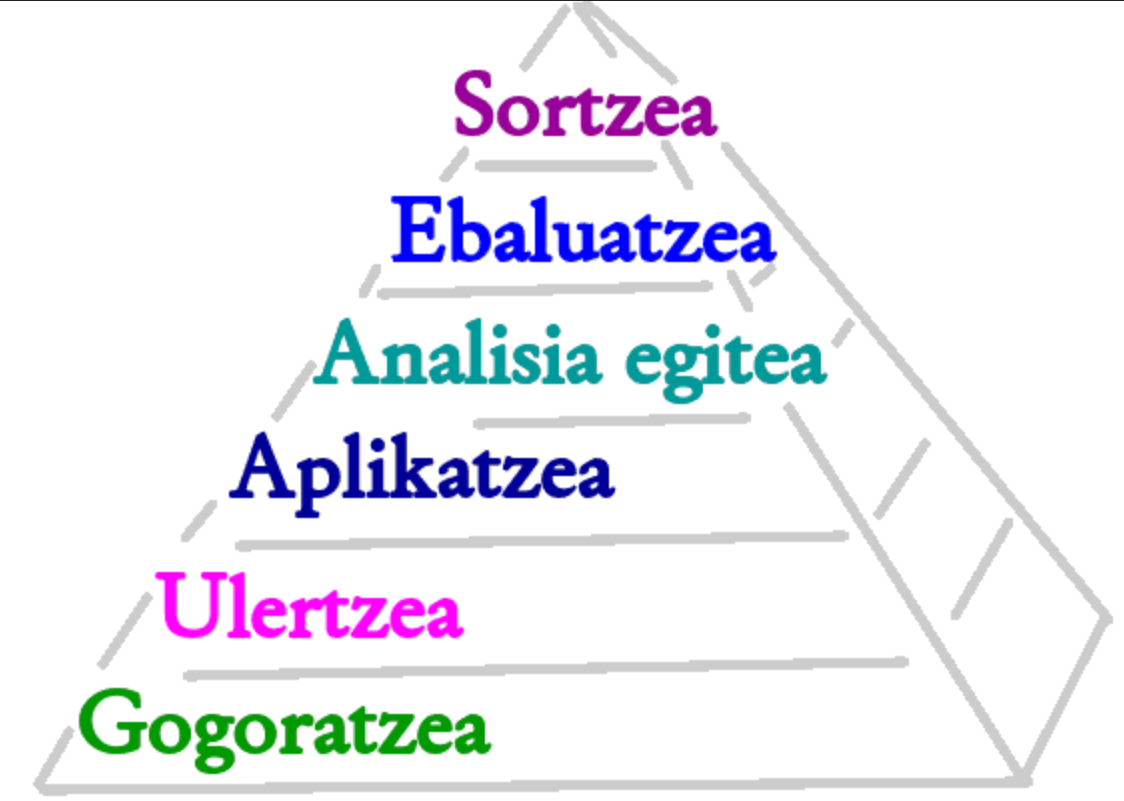
شکوفه و اهرام

روان‌شناسی تربیتی (انگلیسی: educational psychology) یکی از شاخه‌های روان‌شناسی است که به تحقیق در مسائل یادگیری و آموزش می‌پردازد.
روانشناسان تربیتی در مسائل یادگیری و آموزش تخصص دیده‌اند و ممکن است به کار در مدارس بپردازند ولی اغلب در استخدام دانشکده‌های تربیت معلم هستند
و به تحقیق درباره شیوه‌های آموزش دادن به بچه‌ها و تربیت معلمان می‌پردازند.